# Andrzej Banach (pisarz)
Andrzej Banach (ur. 9 czerwca 1910 w Krakowie, zm. 6 lutego 1990 w Amsterdamie) – polski historyk sztuki, krytyk, filozof, podróżnik, kolekcjoner dzieł sztuki.

## Życiorys
Jego twórczość poświęcona była popularyzacji sztuki, ale wydał też zbiór opowiadań i kilka powieści. Zakres tematów jego publikacji jest bardzo szeroki: zagadnienia filozoficzne, sztuki plastyczne, kostium i moda, kolekcjonerstwo, teatr, relacje z podróży. Szczególną uwagę zwracał na sztukę nieprofesjonalną, a także na zjawiska z marginesu sztuk plastycznych. Napisał kilka książek poświęconych Nikiforowi Krynickiemu, czym przyczynił się do popularyzacji twórczości malarza samouka z Krynicy. Pierwszy artykuł Andrzeja Banacha o Nikiforze ukazał się w „Przekroju” 19 czerwca 1949 r. Nikifor wielokrotnie odwiedzał małżeństwo Banachów w Krakowie. Z ich inicjatywy odbyły się wystawy dzieł Nikifora w kraju i za granicą. Niektóre książki Andrzej Banach pisał wraz z małżonką Ellą Banachową. Mieszkał w Krakowie, publikował przeważnie w krakowskim Wydawnictwie Literackim. Za zagrożenie i chorobę uważał kicz, był autorem jednej z najważniejszych książek o tym zjawisku.
W 1951 jego praca Ochrona czci i godności osobistej w kodeksie karnym polskim została wycofana z polskich bibliotek oraz objęta cenzurą.
Był konsultantem Andrzeja Wajdy podczas realizowania Popiołów (obyczaj).
Reżyser Jan Łomnicki poświęcił pamięci Andrzeja Banacha film dokumentalny z roku 1991.

## Dzieła
- Andrzej Banach: Nowe prawo o zmianie i ustalaniu imion i nazwisk; Wiedza Powszechna, Kraków 1946.
- Andrzej Banach: Dziewięciu grafików; Towarzystwo Miłośników Książki, Kraków 1948.
- Andrzej Banach: Ochrona czci i godności osobistej w kodeksie karnym polskim; Księgarnia Powszechna, Kraków 1950.
- Andrzej Banach: O ilustracji; Tow. Miłośników Książki, Wydawnictwo M.Kot, Kraków 1950.
- Andrzej Banach: O modzie XIX wieku; PIW, Warszawa 1957.
- Andrzej Banach: Nikifor – mistrz z Krynicy; Wydawnictwo Literackie, Kraków 1957.
- Andrzej Banach: Ociepka: malarz dnia siódmego; Wyd. Literackie, Kraków 1958.
- Andrzej Banach: O snach i nowej sztuce: esej; Wyd. Literackie, Kraków 1959.
- Andrzej Banach: Pamiątka z Krynicy; Wyd. Literackie, Kraków 1959.
- Andrzej Banach: Polska książka ilustrowana 1800-1900; Wyd. Literackie, Kraków 1959.
- Andrzej Banach: Historia pięknej kobiety; Wyd. Literackie, Kraków 1960.
- Andrzej Banach: Podróże po szufladzie; Wyd. Literackie, Kraków 1960.
- Andrzej Banach: O wdzięczności przedmiotów; Wyd. Literackie, Kraków 1962.
- Andrzej Banach: Warszawa Cieślewskiego syna; WAiF, Warszawa 1962.
- Andrzej Banach: Wybór maski. 11 teatrów klasycznych; Wyd. Literackie, Kraków 1962.
- Ella i Andrzej Banachowie: Słownik mody; Wiedza Powszechna, Warszawa 1962.
- Andrzej Banach: Hasior; Wyd. Literackie, Kraków 1964.
- Andrzej Banach: Portret wzorowego mężczyzny; Wyd. Literackie, Kraków 1965.
- Andrzej Banach: Les „Enfers” domaine polonais; J.-J. Pauvert, Paris 1966.
- Andrzej Banach: Pismo i obraz; Wyd. Literackie, Kraków 1966.
- Ella i Andrzej Banachowie: Historia o Nikiforze; Wyd. Literackie, Kraków 1966.
- Andrzej Banach: O kiczu; Wyd. Literackie, Kraków 1968.
- Andrzej Banach: O polskiej sztuce fantastycznej; Wyd. Literackie, Kraków 1968.
- Andrzej Banach: Zbierajmy pieniądze; Wyd. Literackie, Kraków 1970.
- Andrzej Banach: Lekcja z nut; Polskie Wydawnictwo Muzyczne, Kraków 1971.
- Andrzej Banach: Nauka pisania; Wyd. Literackie, Kraków 1971.
- Ella i Andrzej Banachowie – Podróż na Sycylię, czyli Koniec świata (t. 1-2); Wyd. Literackie, Kraków 1971.
- Ella i Andrzej Banachowie: Cztery tygodnie w Japonii; Wyd. Literackie, Kraków 1973.
- Ella i Andrzej Banachowie: Dziennik podróży po Hiszpanii; Wyd. Literackie, Kraków 1974.
- Andrzej Banach:  Erotyzm po polsku; Wydawnictwa Artystyczne i Filmowe, Warszawa 1974.
- Ella i Andrzej Banachowie: Odkrycie Amsterdamu; Wyd. Literackie, Kraków 1976.
- Ella i Andrzej Banachowie: Ostatnia podróż; Wyd. Literackie, Kraków 1976.
- Andrzej Banach: O potrzebie egzotyzmu; Wyd. Literackie, Kraków 1980 ISBN 83-08-00297-8.
- Andrzej Banach: Jak kochać i nie zabić; (powieść) Wyd. Literackie, Kraków 1981 ISBN 83-08-00255-2.
- Andrzej Banach: Nikifor; Wydawnictwo Arkady, Warszawa 1984 ISBN 83-21-33006-1.
- Andrzej Banach: Wybór maski: 11 teatrów klasycznych; Wyd. Literackie, Kraków 1984 (wyd. 2) ISBN 83-08-01093-8.
- Andrzej Banach: Śmierć może mieć skrzydła; (powieść) KAW Kraków 1986 ISBN 83-03-01185-5.
- Andrzej Banach: O szczęściu; Wyd. Literackie, Kraków 1988 ISBN 83-08-01923-4.
- Andrzej Banach: Granice sztuki; Wyd. Literackie, Kraków 1988 ISBN 83-08-01690-1.
- Andrzej Banach: Kobiety na monetach; Ossolineum, Wrocław 1988 ISBN 83-04-02655-4.
- Andrzej Banach: Ociepka; Wydawnictwo Arkady, Warszawa 1988 ISBN 83-213-3282-X.
- Andrzej Banach: Historia pięknej kobiety; Centrum Informacyjno-Reklamowe „CIR”, Warszawa 1991 (wyd. 2).
- Andrzej Banach: Sen miłosny; (opowiadania) Wyd. Literackie, Kraków 1992 ISBN 83-08-02339-8.
- Ella i Andrzej Banachowie: Historia o Nikiforze; Wyd. Literackie, Kraków 2004 (wyd. 2) ISBN 83-08-03641-4.
- Andrzej Banach: Nikifor; Wydawnictwo Arkady, Warszawa 2004 (wyd. 2, reprint) ISBN 83-213-3006-1.
- Andrzej Banach: Spotkania, Małe Wydawnictwo, Kraków 2016 ISBN 978-83-62971-15-2.